# KLRF2
KLRF2 (англ. Killer cell lectin like receptor F2) – білок, який кодується однойменним геном, розташованим у людей на 12-й хромосомі. Довжина поліпептидного ланцюга білка становить 207 амінокислот, а молекулярна маса — 24 008.
| 10         |  | 20         |  | 30         |  | 40         |  | 50         |
| ---------- |  | ---------- |  | ---------- |  | ---------- |  | ---------- |
| MENEDGYMTL |  | SFKNRCKSKQ |  | KSKDFSLYPQ |  | YYCLLLIFGC |  | IVILIFIMTG |
| IDLKFWHKKM |  | DFSQNVNVSS |  | LSGHNYLCPN |  | DWLLNEGKCY |  | WFSTSFKTWK |
| ESQRDCTQLQ |  | AHLLVIQNLD |  | ELEFIQNSLK |  | PGHFGWIGLY |  | VTFQGNLWMW |
| IDEHFLVPEL |  | FSVIGPTDDR |  | SCAVITGNWV |  | YSEDCSSTFK |  | GICQRDAILT |
| HNGTSGV    |  |            |  |            |  |            |  |            |

A: Аланін

C: Цистеїн

D: Аспарагінова кислота

E: Глутамінова кислота

F: Фенілаланін

G: Гліцин

H: Гістидин

I: Ізолейцин

K: Лізин

L: Лейцин

M: Метіонін

N: Аспарагін

P: Пролін

Q: Глутамін

R: Аргінін

S: Серин

T: Треонін

V: Валін

W: Триптофан

Кодований геном білок за функцією належить до рецепторів. 
Білок має сайт для зв'язування з лектинами. 
Локалізований у клітинній мембрані, мембрані.